# Panagiotis Kouroumblis

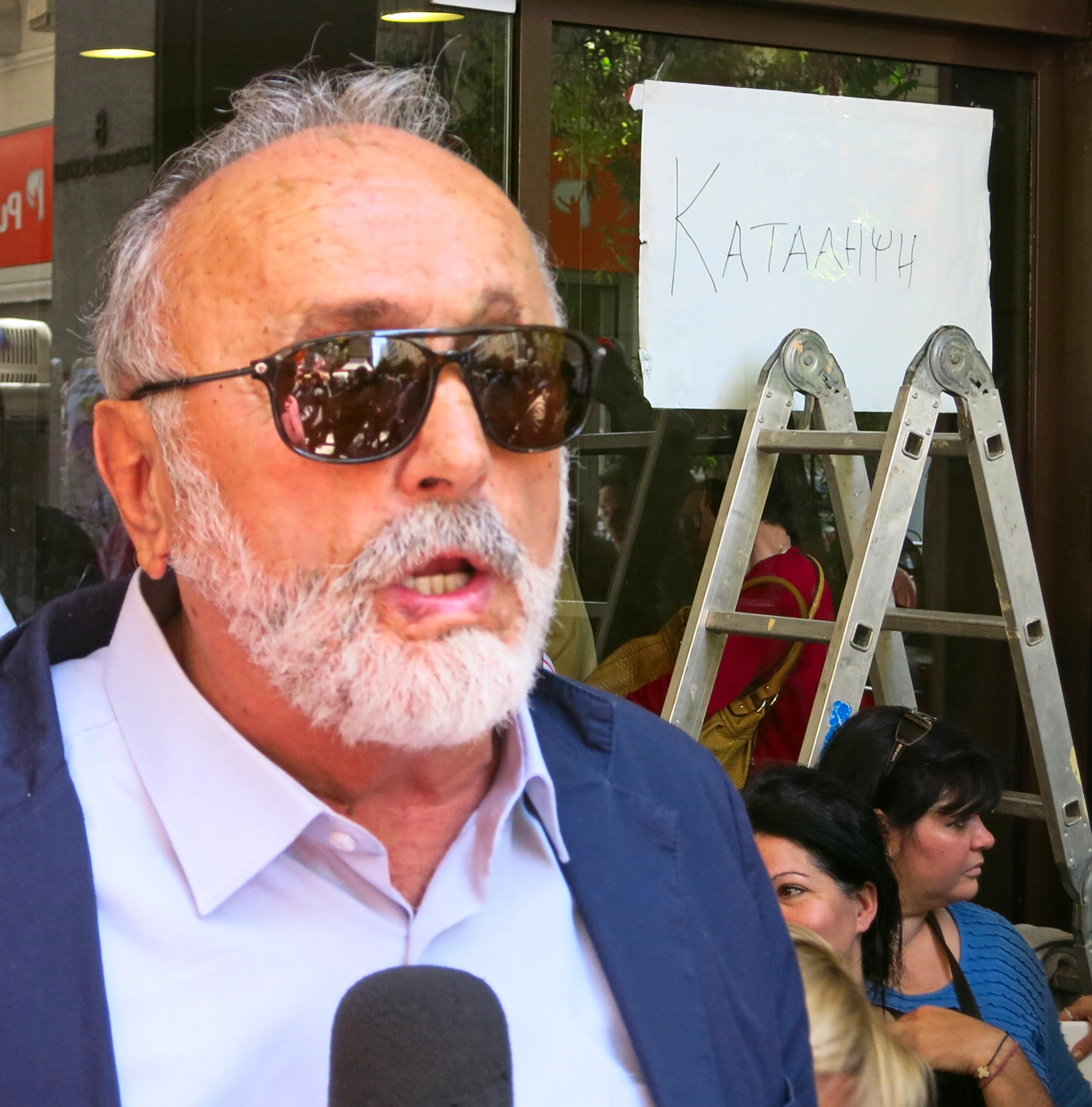
Panagiotis Kouroumblis

Panagiotis Kouroumblis (griechisch Παναγιώτης Κουρουμπλής, * 2. Oktober 1951 in Matsouki, Ätolien-Akarnanien) ist ein griechischer Politiker. Er war vom 27. Januar 2015 bis 28. August 2015 Gesundheitsminister in der Regierung von Alexis Tsipras. Am 23. September 2015 berief ihn Tsipras in sein zweites Kabinett als Innenminister. Er war der erste blinde Minister und ist der erste blinde Abgeordnete Griechenlands.

## Leben
Kouroumblis entstammt einer Familie von Pontosgriechen, die von der Schwarzmeerküste nach Griechenland geflohen waren. Im Alter von 10 Jahren verlor er sein Augenlicht bei der Explosion einer deutschen Granate aus dem Zweiten Weltkrieg. Er promovierte in Sozialwissenschaften und war als Rechtsanwalt tätig.
Sein politisches Engagement begann schon in seiner Studienzeit. Während der 1970er Jahre initiierte er eine Behindertenbewegung in Griechenland, die die Integration von Behinderten in die Gesellschaft anstrebt. Er ist Gründungsmitglied der Weltblindenunion und der Europäischen Blindenunion und Gründer der Nationalen Vereinigung der Menschen mit Behinderungen. Zwischen 1993 und 1996 war er Generalsekretär für Wohlfahrt im Gesundheitsministerium mit Zuständigkeiten Bereichen Kinderschutz, Pflege älterer Menschen und Menschen mit Behinderungen.
Kouroumblis wurde 1996, 2000 und 2009 für die sozialdemokratische PASOK als Abgeordneter von Etoloakarnania in das Griechische Parlament gewählt. Im Juni 2011 stimmte er gegen das vom damaligen Ministerpräsidenten Papandreou eingebrachte Gesetzespaket zur Umsetzung der Austeritätspolitik und wurde deshalb aus der PASOK-Fraktion ausgeschlossen. Er wandte sich daraufhin der linken Syriza zu, für die er bei den Wahlen im Juni 2012 und Januar 2015 wiedergewählt wurde.
Sein Ministerium erhielt die Bezeichnung Ministerium für Gesundheit und Soziale Sicherung.